# Nellie (Ohio)
Nellie és una població dels Estats Units a l'estat d'Ohio. Segons el cens del 2000 tenia 134 habitants.

## Demografia
Segons el cens del 2000, Nellie tenia 134 habitants, 53 habitatges, i 40 famílies. La densitat de població era de 72,9 habitants per km².
Dels 53 habitatges en un 30,2% hi vivien nens de menys de 18 anys, en un 64,2% hi vivien parelles casades, en un 9,4% dones solteres, i en un 24,5% no eren unitats familiars. En el 20,8% dels habitatges hi vivien persones soles l'11,3% de les quals corresponia a persones de 65 anys o més que vivien soles. El nombre mitjà de persones vivint en cada habitatge era de 2,53 i el nombre mitjà de persones que vivien en cada família era de 2,95.
Per edats la població es repartia de la següent manera: un 24,6% tenia menys de 18 anys, un 11,9% entre 18 i 24, un 23,1% entre 25 i 44, un 26,9% de 45 a 60 i un 13,4% 65 anys o més.
L'edat mediana era de 38 anys. Per cada 100 dones de 18 o més anys hi havia 94,2 homes.
La renda mediana per habitatge era de 38.750 $ i la renda mediana per família de 40.417 $. Els homes tenien una renda mediana de 31.250 $ mentre que les dones 20.833 $. La renda per capita de la població era de 15.333 $. Aproximadament el 4,3% de les famílies i el 3% de la població estaven per davall del llindar de pobresa.

## Poblacions més properes
El següent diagrama mostra les poblacions més properes.